# Culinária de Uganda

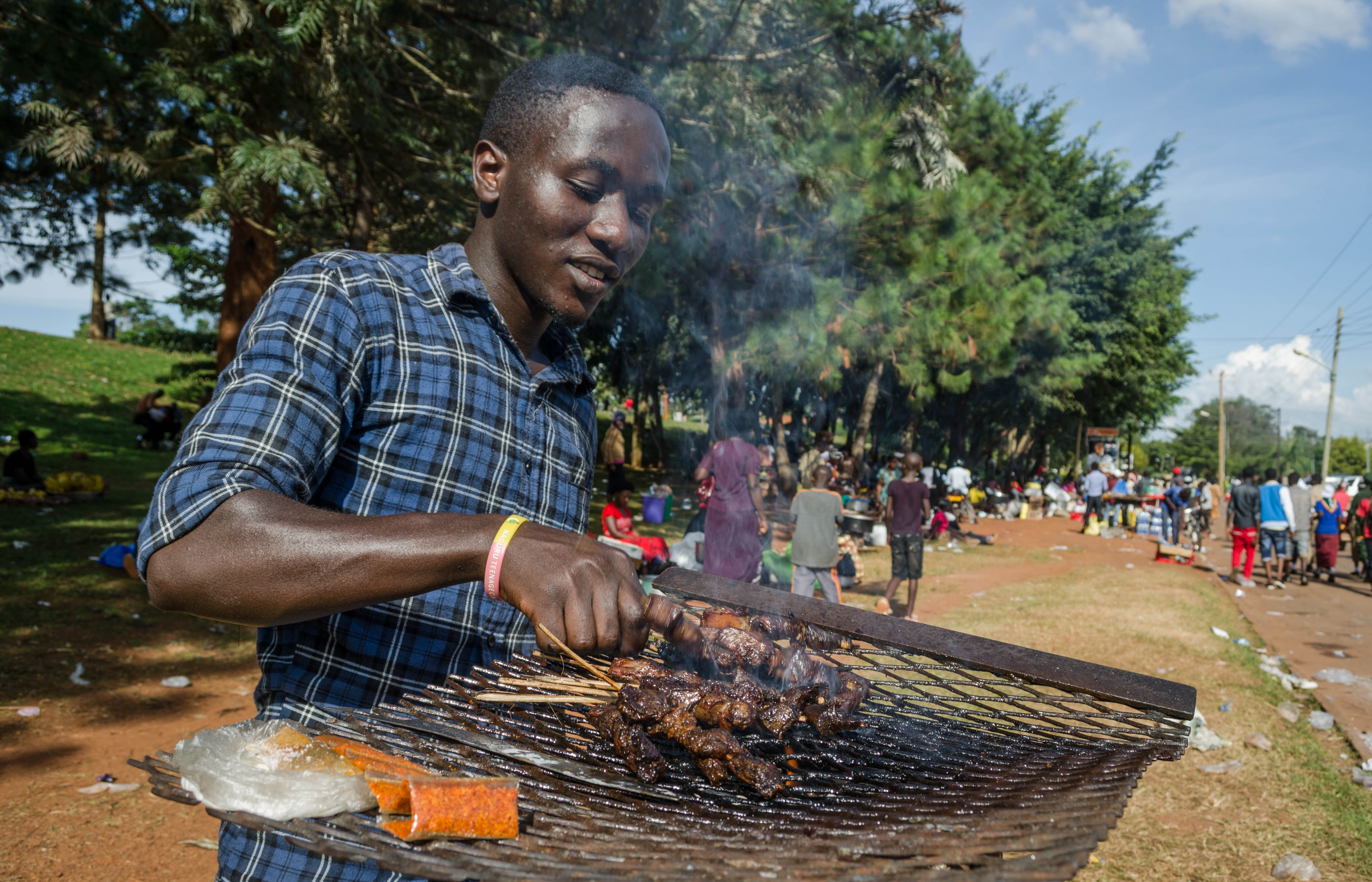
Churrasco de Espeto de Carne

Localização de Uganda

A cozinha de Uganda consiste em estilos, práticas, alimentos e pratos tradicionais e modernos da culinária de Uganda, com influências inglesas, árabes e asiáticas (especialmente indianas).
Muitos pratos incluem vários vegetais, batatas, inhame, banana e outras frutas tropicais. Frango, porco, peixe (geralmente fresco, mas também há uma variedade seca, reconstituída para guisado), carne de vaca, cabra e carneiro são todos comumente consumidos, embora entre os pobres rurais, as carnes sejam consumidas menos do que em outras áreas, e principalmente comido na forma de carne de caça. Nyama é a palavra da língua bantu para "carne".

## Pratos principais
Os pratos principais são geralmente centrados em um molho ou ensopado de amendoim, feijão ou carne. O amido vem tradicionalmente de posho (farinha de milho) ou matooke (banana verde cozida no vapor e amassada) no sul, ou um prato semelhante ao ugali feito de painço no norte e no leste. Posho é cozido em um mingau espesso no café da manhã.
Para as refeições principais, a farinha de milho branca é adicionada à panela e mexida no posho até que a consistência esteja firme. Em seguida, é colocado em um prato de servir e cortado em fatias individuais (ou servido em pratos individuais na cozinha). Mandioca, inhame e batata-doce africana também são consumidos; os mais ricos incluem batata branca (geralmente chamada de "irlandesa") e arroz em suas dietas. A soja foi promovida como um alimento básico saudável na década de 1970 e também é usada, especialmente no café da manhã. Chapati, um pão achatado asiático, também faz parte da culinária de Uganda.

## Frutas e vegetais
Várias folhas verdes são cultivadas em Uganda. Estas podem ser cozidas nos ensopados ou servidas como acompanhamentos em casas mais chiques. Amaranth (dodo), Nakati e borr são exemplos de verduras regionais. Frutas como banana e abacaxi são abundantes e comumente consumidas, sejam elas cozidas acompanhando outros alimentos ou consumidas sozinhas, como lanches ou como sobremesa.

## Alguns nomes de comida tradicional

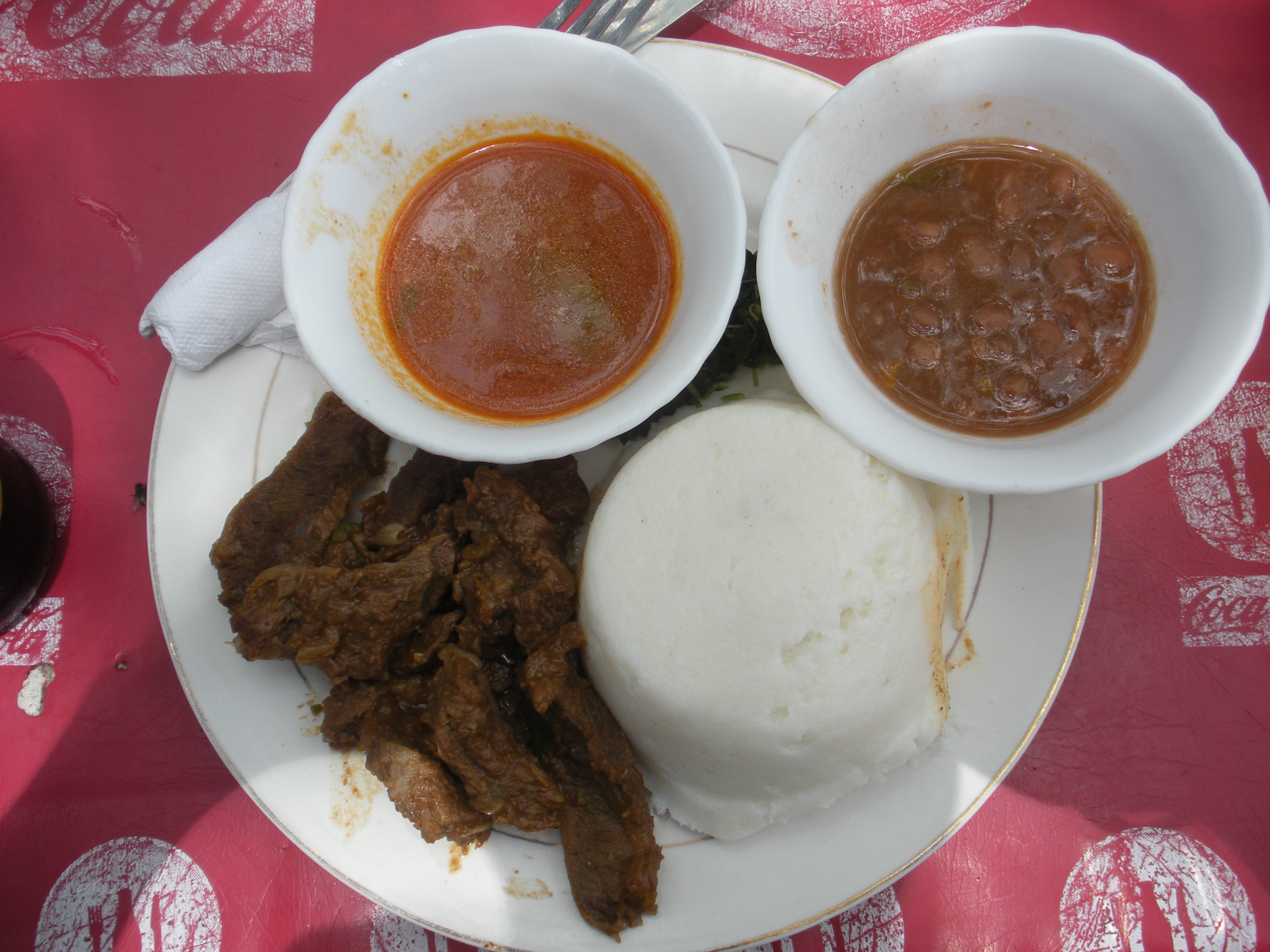
Posho ou Ugali consiste em farinha de milho (fubá) cozida com água até formar um mingau - ou consistência semelhante a uma massa. Retratado no canto inferior direito do prato, é servido com carne e molho.

Alguns alimentos tradicionais e históricos de Uganda incluem:
- Posho ou Kawunga - chamado de Ugali no Quênia, geralmente é feito de milho, mas também de outros amidos. Nomes regionais incluem kwon. Os expatriados de Uganda fazem posho com fubá, masa harina ou grãos. Kwon é um tipo de ugali feito de painço (chamado kalo no oeste de Uganda), mas em outras regiões, como o leste de Uganda, eles incluem farinha de mandioca.
- Amendoim - o amendoim é um alimento básico vital e o molho de amendoim é provavelmente o mais consumido. São consumidos puros ou misturados com peixe defumado, carne defumada ou cogumelos, e também podem ser misturados com verduras como o borr.
- Sim-sim (gergelim) - um alimento básico, principalmente no norte, a pasta de gergelim torrado é misturada a um guisado de feijão ou verduras e servida como acompanhamento, embora a pasta de gergelim também possa ser servida como condimento; um doce é feito de sementes de gergelim torradas com açúcar ou mel.
- Matooke - (bananas verdes, e não bananas-da-terra) cozidas normalmente ou no vapor (amassadas), cozidas ou servidas com molho de amendoim, feijão, peixe fresco ou carne.
- Luwombo - Um prato tradicional de Uganda, no qual um guisado de frango, carne, cogumelos ou peixe é cozido no vapor em folhas de bananeira.
- Malewa - Um prato tradicional do leste de Uganda (Bugisu), feito de brotos de bambu.
- Kikomando - Chapati cortado em pedaços e servido com feijão frito.

## Lanches

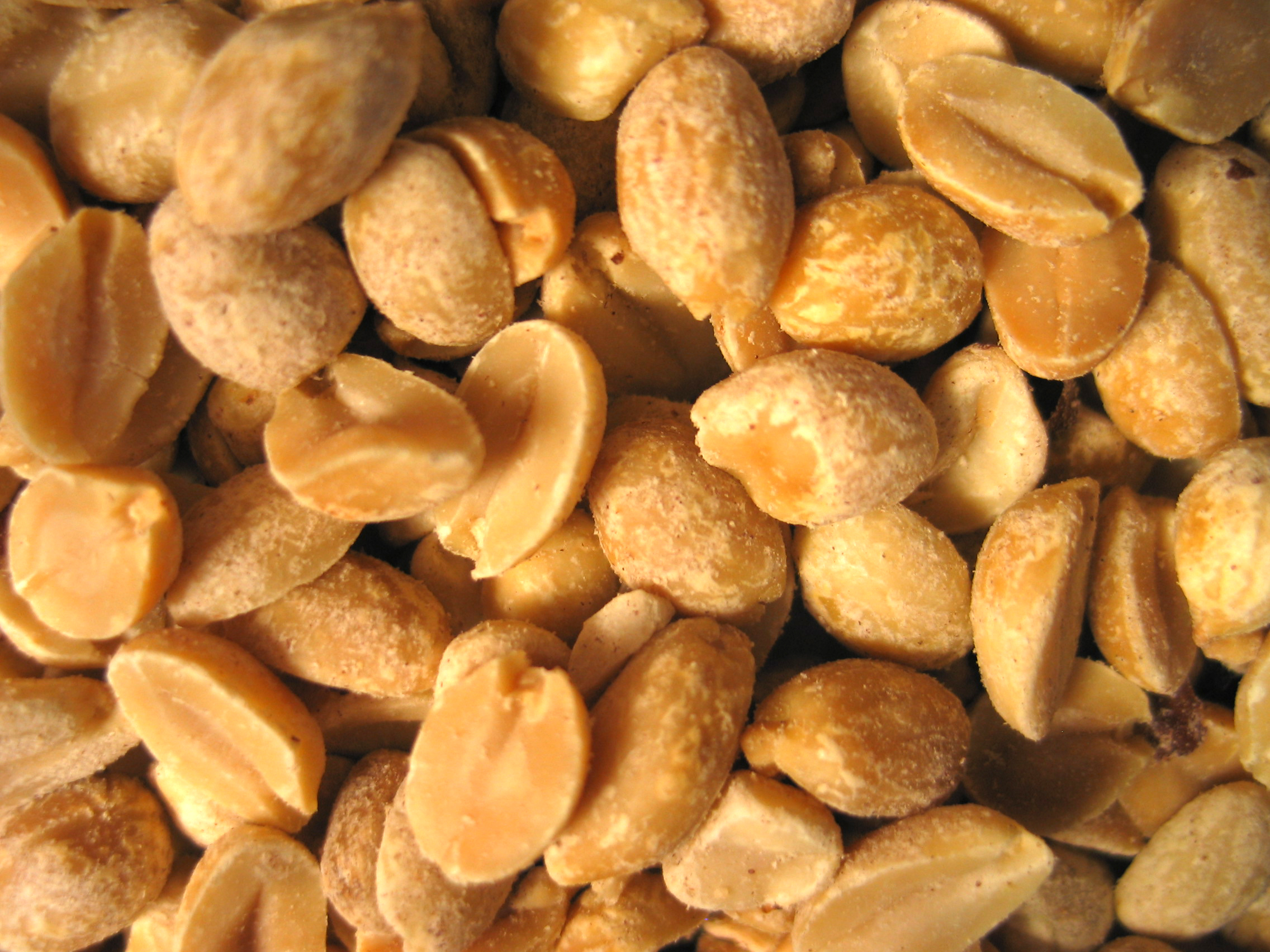
Amendoim torrado

- Amendoim torrado - servido em um pedaço de papel
- Samusa (samousa, sumbusa, samosa) - samosas indianas são altamente assimiladas na culinária local, assim como chapati e curry
- Mugaati n'amaggi (pão e ovos) - Originalmente um prato árabe, consiste em massa de trigo espalhada em uma panqueca fina, recheada com carne picada e ovo cru, e depois dobrada em um pacote simples, que é frito em uma frigideira ou fogão.
- Nsenene - é uma iguaria sazonal de um tipo de gafanhoto
- Nswaa - servido de forma semelhante ao nseneno, mas feito de formigas brancas[1]
- Rolex - um chapati recheado com ovos, cebola, repolho ou couve e tomate, embora às vezes se acrescente carne picada

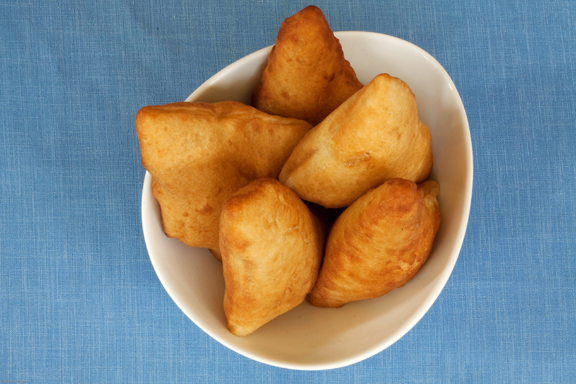
Mandazi - Um donut comum de Uganda

## Sobremesas
- Frutas frescas - uma sobremesa comum
- Simsim - também muito popular. Eles são açúcar e sementes de gergelim.[1]
- Mandazi - donut suaíli, geralmente temperado com cardamomo
- Kabalagala - Panquecas de banana, geralmente feitas de Ndizi bem maduro

## Alimentos adicionais de Uganda

Additional Ugandan foods
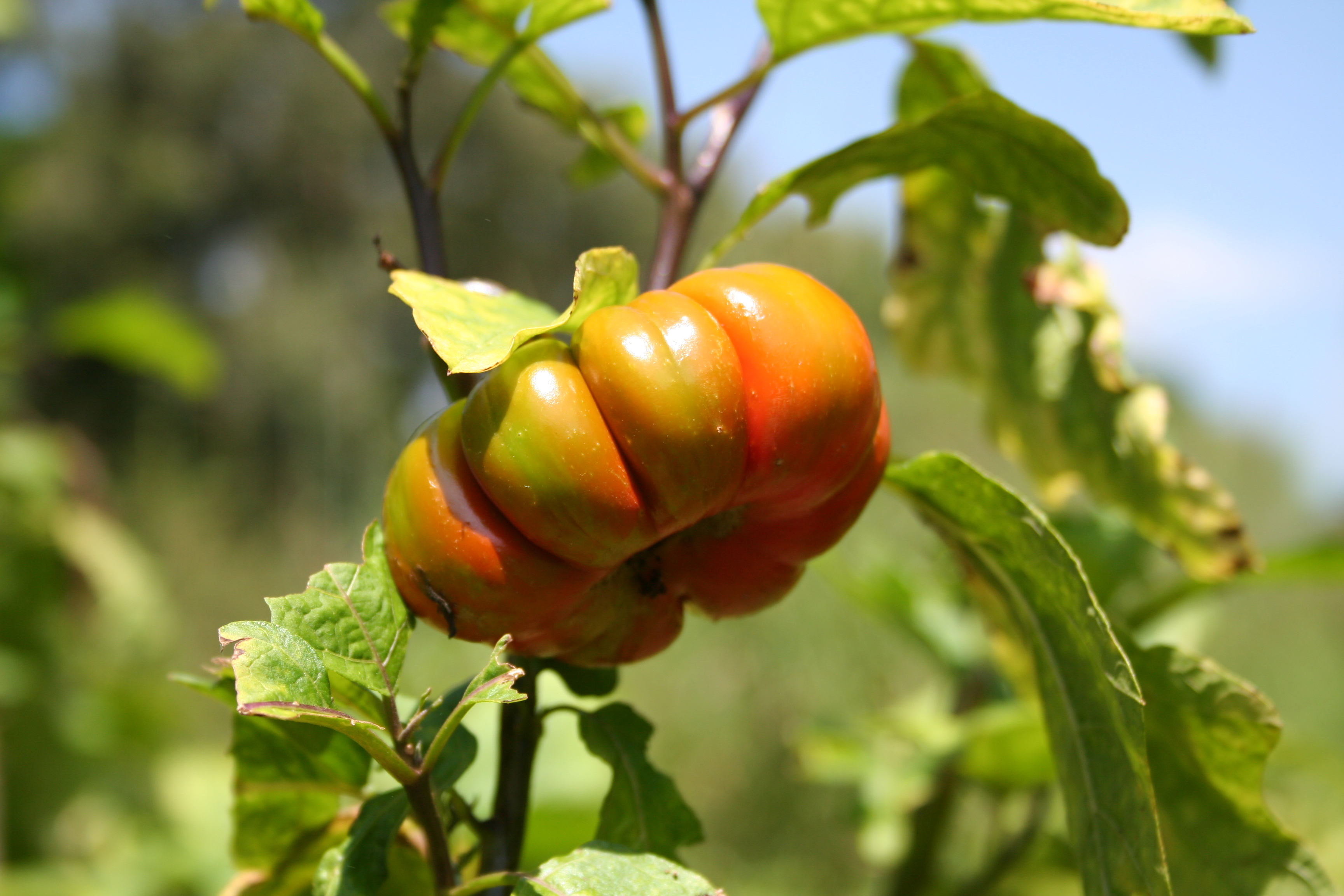
Nakati, berinjela etíope
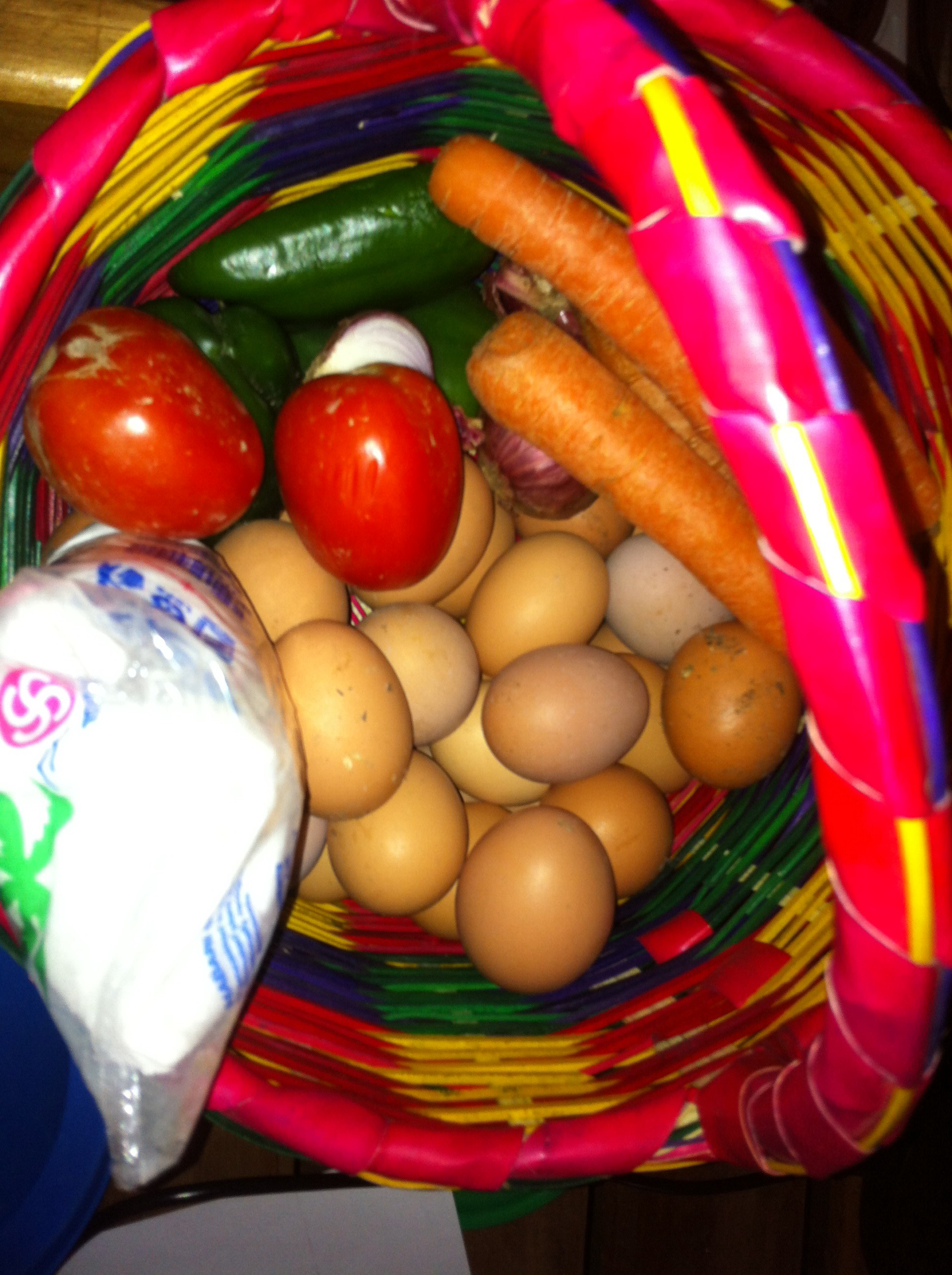
Ingredientes básicos em uma cesta de bambu
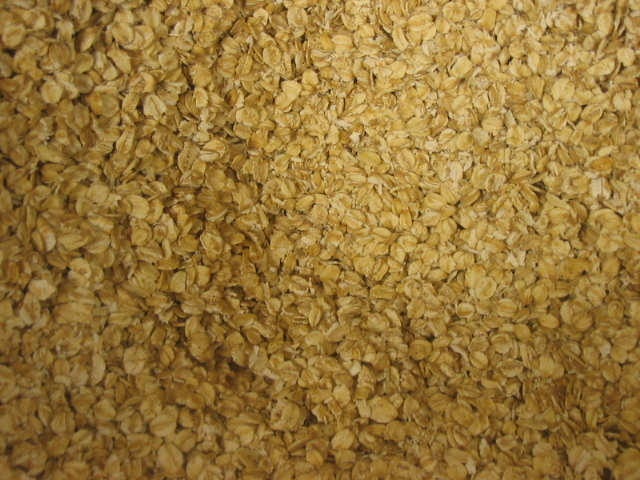
Mingau de aveia, antes de cozinhar
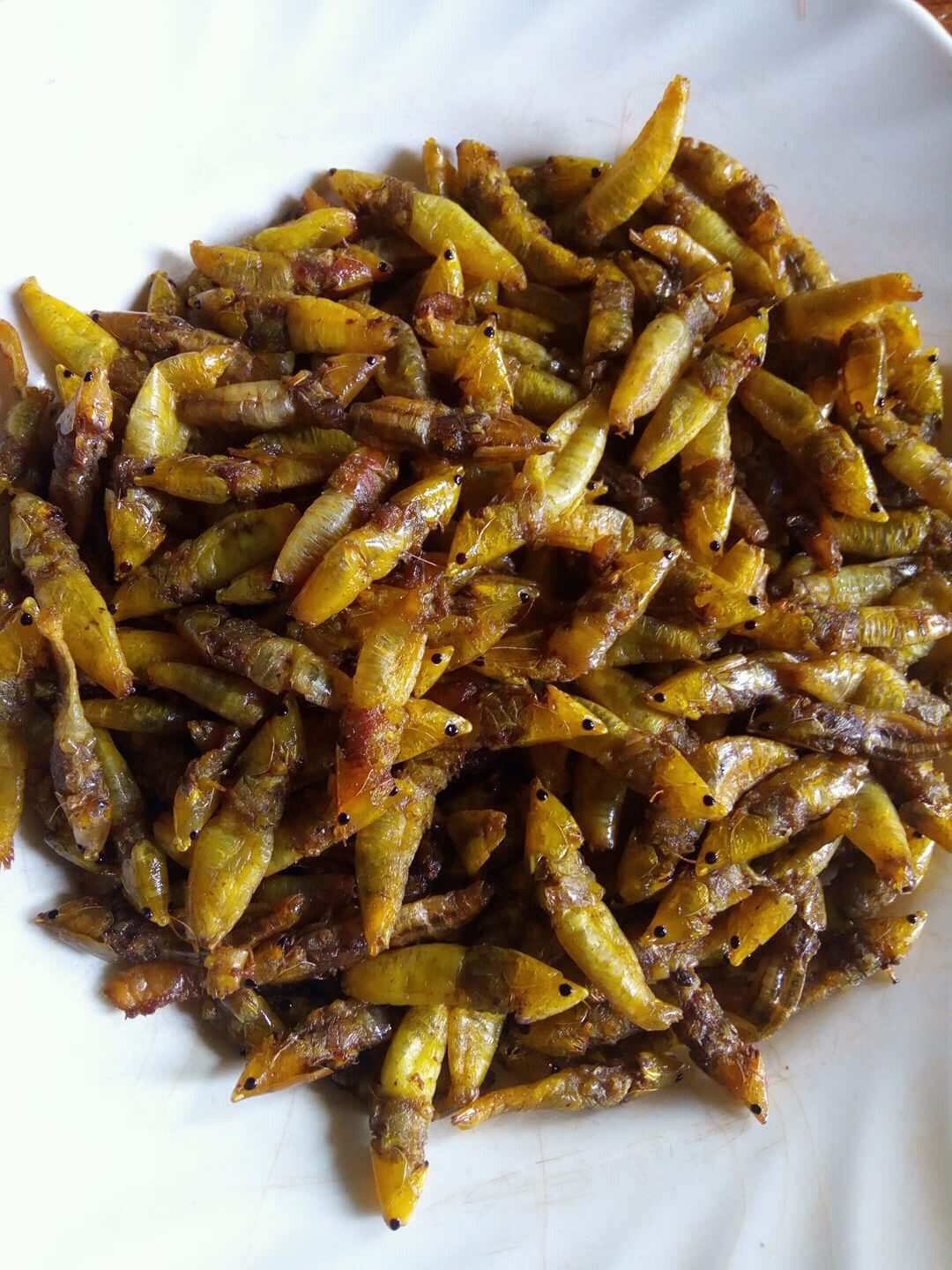
Prato de gafanhoto

## Bebidas
Chá (chai) e café (kawa) são bebidas populares e importantes safras comerciais. Estes podem ser servidos ao estilo inglês ou condimentados (chai masala). Coca-Cola, Pepsi e Fanta fizeram incursões no mercado de Uganda e os refrigerantes se tornaram muito populares. As cervejas tradicionais e ocidentais são provavelmente as bebidas alcoólicas mais amplamente disponíveis em Uganda.
Pombe e lubisi são palavras genéricas para cerveja fermentada localmente, geralmente de banana ou milho. Vinho fermentado de banana também é preparado e consumido. Tonto é uma bebida fermentada tradicional feita de banana.
Waragi é o termo genérico para destilados e também variam, veja por exemplo Waragi Ugandense, uma marca para gin claro ou amarelo.

Bebidas alcoólicas de Uganda
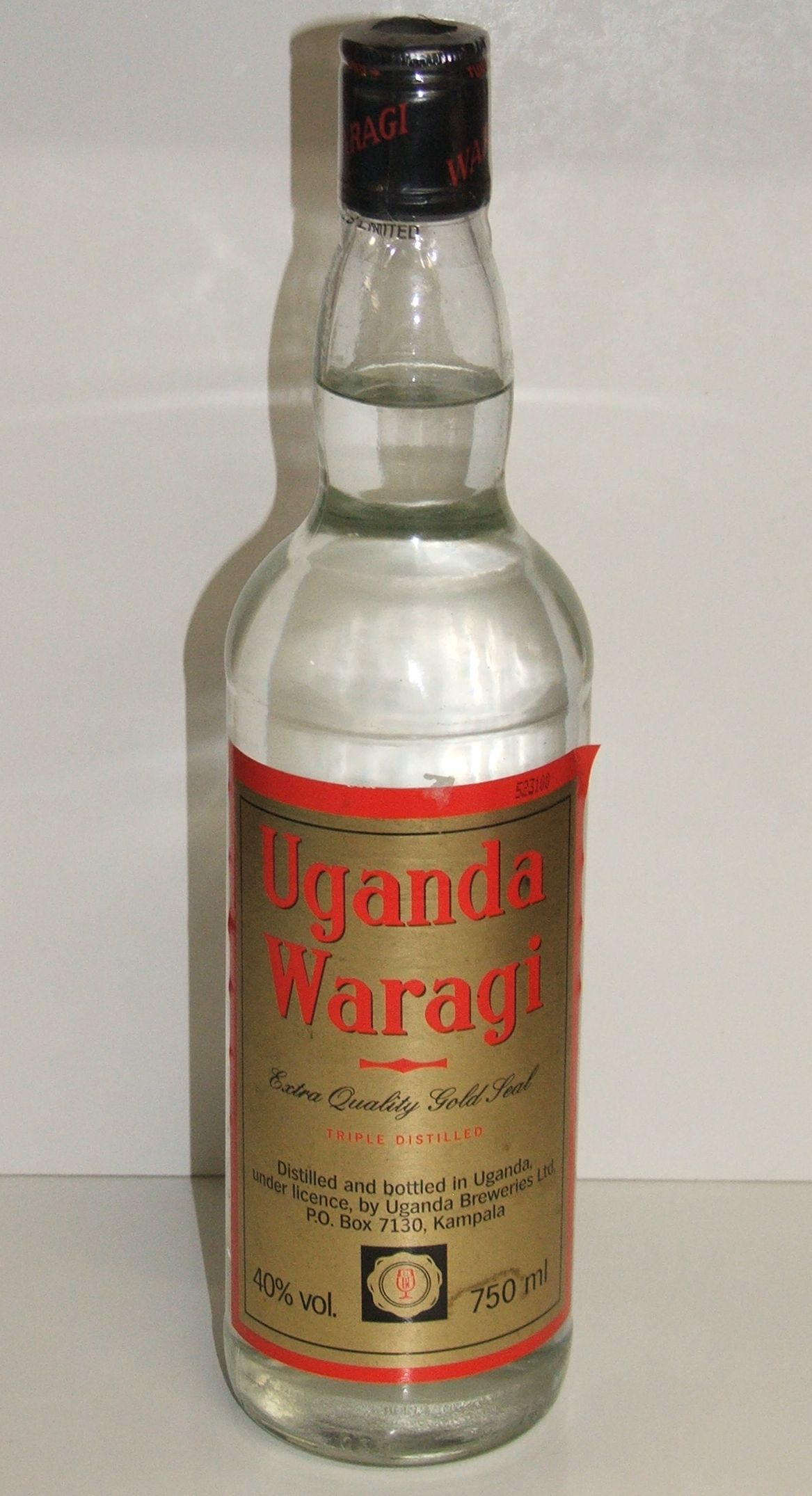
Waragi ugandense